# كرة جارودنة برابر (كوهمرة خامي)
کرة جارودنة برابر (بالفارسية: کره جارودنه برابر) هي قرية تقع في إيران في قسم كوهمرة خامي الريفي.